# Obrium invenustum
Obrium invenustum là một loài bọ cánh cứng trong họ Cerambycidae.